# OpenAFS
OpenAFS，一種分散式檔案系統，為安德魯檔案系統（AFS）的開放原始碼版本，由AFS 3.6版分支出來。AFS最早源自卡內基梅隆大學，由Transarc公司將它開發成商業產品。IBM併購Transarc公司之後，取得這套軟體，於2000年8月15日，在 LinuxWorld雜誌上，IBM宣布以IBM公共授權條款（IBM Public License）釋出AFS 3.6版軟體與相關文件，這個版本隨後發展成為OpenAFS。但是AFS仍然屬於IBM公司，由IBM公司維護與發展。
在現今許多作業系統上，都提供OpenAFS的支援，其中包括AIX、Mac OS X、Darwin、HP-UX、IRIX、Solaris、Linux、Microsoft Windows、FreeBSD、OpenBSD與NetBSD等。在linux 2.6.10中，提供了OpenAFS檔案系統的實作。

## 外部連結
- OpenAFS網站（页面存档备份，存于）
- AFS Wiki（页面存档备份，存于）